# Юная декадентка
Юная декадентка. После танца (исп. Joven decadente. Después del baile) — масляная картина каталонского художника Рамона Касаса (1866—1932).

## История
Картина была написана Рамоном Касасом в 1899 году. Это произведение знаменует собой возвращение художника к парижским работам, отличным от тех, что он создал во время своего пребывания в Мулен де ла Галетт. В этот новый период Касас увлёкся изображением элегантных и космополитичных женщин.
Моделью художника стала Мадлен Буагильом, с которой Касас познакомился в Париже и которую изображал на многих своих работах.
Картина находится в художественном музее на территории аббатства Монсеррат (в 50 км к северо-западу от Барселоны).

## Описание

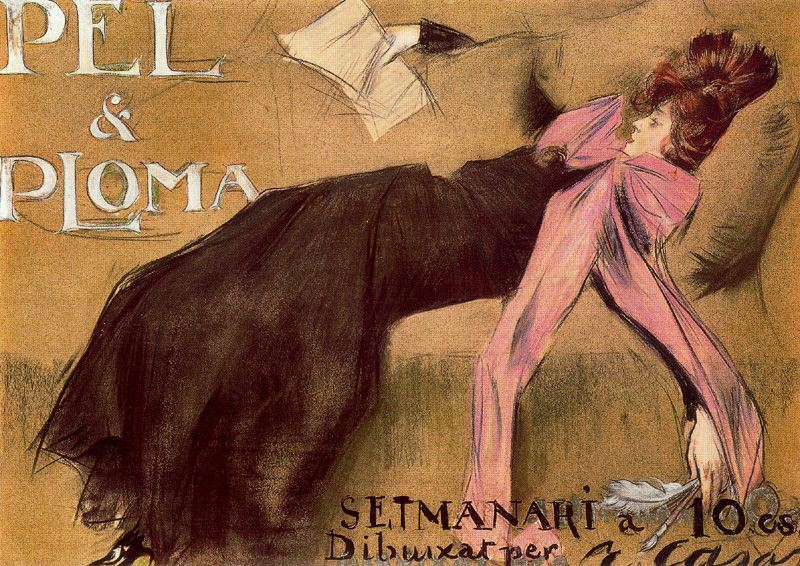
Авторская версия для каталонского художественного журнала Pèl & Ploma, 1899

На картине изображена молодая рыжеволосая женщина, которая беззаботно опустилась на диван, измученная после долгого вечера танцев. Одетая в чёрное платье, она кладёт правую руку, в которой лежит жёлтая книжечка, на большие зелёные подушки. Второй вариант названия картины — «После танца» — говорит о том, что, возможно, в руке девушки бальная книжка. Хотя нельзя исключать, что это дневник или образец той скандальной упаднической поэзии, которой молодые люди зачитывались в эпоху fin de siècle. Левая рука девушки тяжело свисает с края дивана, в то время как длинный шарф и полы платья касаются пола. Туфля с блестящей пряжкой покоится на пёстром ковре. Вся поза девушки говорит о том, что её совершенно не беспокоят светские условности. С другой стороны, по всей видимости, она находится в комнате одна, и зритель оказывается в пикантном положении наблюдателя.
В композиции полотна доминируют два цвета: чёрный цвет платья и тёмно-зелёный цвет дивана и подушек. В то же время, эти душные цвета подчёркивают молодой оттенок кожи девушки и ярко-жёлтый цвет книги. В том же году Касас создал вариант этого произведения для каталонского художественного журнала Pèl & Ploma, в другом цветовом решении.

Эта декадентствующая девушка олицетворяет каталонскую буржуазную молодежь того времени. Вульгарная, томная, современная, космополитичная, элегантная… Короче говоря, свободная, какими не были её мать или бабушка.
Оригинальный текст (исп.)Esta joven decadente representa la juventud burguesa catalana de la época. Indecorosa, lánguida, moderna, cosmopolita, elegante… En definitiva, libre como no lo fueron su madre o su abuela.
— Мигель Кальво Сантос, искусствовед
Рамон Касас был художником каталонской современности и во многих своих работах стремился запечатлеть повседневность, обыденность, изысканно-упаднический образ женщин своего времени, но, в то же время, эти образы являлись примером эволюции роли женщин в обществе.
Одним из первых в Каталонии Рамон Касас начал рисовать художественные рекламные плакаты, принимая участие в конкурсах и занимая призовые места. Первый конкурс плакатов в Испании был организован в 1897 году. Производители анисового ликёра «Anís del Mono», братья Жозеф и Висенте Боск, организовали его для создания бренда своей продукции, а также как рекламную кампанию торговой марки. На фабрике Anís del Mono рекламный плакат Рамона Касаса сохранился до настоящего времени. 
Авторская версия картины «Юная декадентка» создана для художественного каталонского литературно-художественного журнала Pèl & Ploma, финансируемого Рамоном Касасом. Художник был не только директором и редактором, но и художественным руководителем, а также главным иллюстратором журнала. На плакате представлена женщина, которая держит в руке перо и смотрит на издание с названием рекламируемого еженедельника.
Музей в Барселоне и Испании (англ. Royal Artistic Circle of Barcelona) посвятил выставку «Рамон Касас, иллюстратор плакатов и его времена», цель которой — выделить представителя каталонского модернизма как предшественника современного графического дизайна и рекламы, представив на выставке некоторые из его самых известных работ, таких как «L'auca del senyor Esteve», дизайн обложек журнала Pèl i Ploma и других. Среди работ была представлена авторская версия картины «Юная декадентка» в виде дизайнерской версии обложки журнала с целью его рекламы.